# باسكين (فلم)
باسكين (بالتركية: Baskin) هو فيلم رعب تركي من إخراج جان إيفرينول سنة 2015م.

## القصة
تدور قصة الفيلم عن وحدة من رجال الشرطة الذين تلقوا نداء استغاثة عبر الراديو ليتوجهوا إلى مبنى مهجور في وسط مكان مهجور، وسرعان ما يجدون أنفسهم عالقين في عالم غريب الأطوار.

## روابط خارجية
- مقالات تستعمل روابط فنية بلا صلة مع ويكي بيانات